# Лопиш, Карлуш
Ка́рлуш Албе́рту де Со́уза Ло́пеш (порт. Carlos Alberto de Sousa Lopes; род. 18 февраля 1947, Вилдемойнош, Repeses e São Salvador) — португальский легкоатлет, победитель марафонского забега на Олимпийских играх 1984 года. Принёс Португалии первую в истории золотую олимпийскую медаль с новым олимпийским рекордом — 2:09.21.

## Биография
Родившись в Вилдемоиньюш, близ Визеу, Карлуш работал помощником каменотеса. Он хотел играть в футбол в местном клубе, но из-за разногласий со своим отцом, стал заниматься легкой атлетикой. В 1967 году его пригласили в атлетический клуб «Спортинг», где он состоял вплоть до окончания своей карьеры в 1985 году. Долгое время считался довольно средним бегуном на длинные дистанции, однако в 1976 году в его карьере произошел удивительный прорыв.

### Спортивная карьера
Его взлёт начался с победы на престижном чемпионате мира по кроссу в 1976 году в Чепстоу, Уэльс. Соревнуясь в беге на 10 000 метров на Олимпийских играх 1976 года в Монреале, Карлуш задал высокий темп, начиная с отметки в 4000 метров, и единственным спортсменом, поддержавшим столь высокую планку, стал двукратный олимпийский чемпион Лассе Вирен. Вирен обогнал Лопиша за круг до финиша, а португалец спокойно завершил дистанцию на втором месте и завоевал серебряную медаль.
В 1977 году в Дюссельдорфе на чемпионате мира по кроссу, Лопиш не смог отстоять свой титул, заняв второе место.
После сверхудачного 1976 года, Лопиш вернулся на свой прежний уровень относительной безвестности, в котором он пребывал до этого. В частности, Лопиш провалил отбор к московской Олимпиаде из-за нескольких травм.
В 1982 году, Лопиш вернулся на пик формы и побил европейский рекорд в беге на 10 000 метров в Осло, который принадлежал его партнёру по команде Фернанду Мамеде, показав при этом время — 27.24,39.
Свою первую попытку марафонского бега Лопиш предпринял в 1982 году в Нью-Йорке, но не завершил его из-за инцидента, в результате которого столкнулся со зрителем. В следующем году Лопиш предпринял вторую попытку марафона, на этот раз в Роттердаме и занял второе место, всего лишь на две секунды отстав от победителя Роберта де Кастелла. Также Лопиш решил участвовать в беге на 10 000 метров на первом чемпионате мира по легкой атлетике в Хельсинки, где финишировал лишь шестым. После этого Лопиш решил сконцентрироваться только на марафоне.
1984 год стал для Лопиша сверхуспешным. В этом году он вернул себе титул чемпиона мира по кроссу в Нью-Джерси на фоне тысяч восторженных соотечественников-эмигрантов. В Стокгольме он помог своему партнеру по команде Фернанду Мамеде побить мировой рекорд на 10 000 метров, принадлежавший до этого кенийцу Хенри Роно.
Но за неделю до Олимпийских игр в Лос-Анджелесе с Лопишем произошел несчастный случай. В Лиссабоне его сбил автомобиль. Но к счастью спортсмен не пострадал. Сам олимпийский марафон проходил при очень высокой влажности и жаре. Все главные фавориты гонки постепенно отстали, и на первые роли вышел 37-летний Карлуш Лопиш. Он первым прибежал на стадион и победил с 200-метровым преимуществом, показав при этом очень хорошее время 2:09.21, что являлось на тот момент олимпийским рекордом. Его олимпийский рекорд продержался вплоть до пекинской Олимпиады, когда молодая кенийская звезда Самуэль Ванджиру превзошла данный результат почти на 3 минуты.
Год спустя Лопиш выиграл чемпионат мира по кроссу, проводимый в Лиссабоне, в третий раз.
После этого Лопиш полетел в Японию для участия в Токийском марафоне, в честь своего покойного учителя Кобояши. Но так как находился на тот момент не в форме, Лопиш быстро сошел с дистанции. Это был его последний марафон, потому что затем его постигла серьёзная травма, и Лопиш окончательно попрощался с легкой атлетикой в конце 1985 года.

## Память
С 1984 года имя спортсмена носит Павильон «Carlos Lopes» в Лиссабоне.